# Euphyia kordiakata
Euphyia kordiakata är en fjärilsart som beskrevs av Alpheus Spring Packard 1874. Euphyia kordiakata ingår i släktet Euphyia och familjen mätare. Inga underarter finns listade i Catalogue of Life.